# Llista de municipis de Carbonia-Iglesias
Aquesta és la llista dels 23 municipis que formaven la província de Carbonia-Iglesias (Sardenya), amb el seu nom oficial en italià i el seu equivalent en sard.
| Nom italià           | Nom sard            |
| Buggerru             | Buggerru            |
| Calasetta            | Cala Seda           |
| Carbonia             | Carbònia            |
| Carloforte           | Carluforti          |
| Domusnovas           | Domunoas            |
| Fluminimaggiore      | Frùmini Mayori      |
| Giba                 | Giba                |
| Gonnesa              | Conesa              |
| Iglesias             | Igrèsias            |
| Masainas             | Masainas            |
| Musei                | Musei               |
| Narcao               | Narcau              |
| Nuxis                | Nuxis               |
| Perdaxius            | Perdaxus            |
| Piscinas             | Piscinas            |
| Portoscuso           | Portescusi          |
| San Giovanni Suergiu | Santu Juanni Sruexu |
| Santadi              | Santadi             |
| Sant'Anna Arresi     | Sant'Anna Arresi    |
| Sant'Antioco         | Santu Antiogu       |
| Tratalias            | Tratalias           |
| Villamassargia       | Biddamatraxa        |
| Villaperuccio        | Sa Baronia          |